# 매춘 6
"매춘 6"(Prostitution 6)는 한국에서 제작된 김성수 감독의 1995년 에로, 드라마 영화이다. 이다연 등이 주연으로 출연하였고 정경희 등이 제작에 참여하였다.

## 출연

### 주연
- 이다연
- 박중현
- 이제락

### 조연
- 한명환
- 박용팔
- 문미봉
- 오희찬

## 기타
- 제작담당: 한문종
- 촬영부: 김기덕
- 촬영부: 최규대
- 촬영부: 김규문
- 조명: 한덕후
- 조명부: 이태신
- 조명부: 조형훈
- 조명부: 홍성초
- 조명부: 이병훈
- 그립: 노기흘
- 조연출: 원일구
- 조연출: 박풍원
- 조감독: 김정심
- 붐어시스턴트: 한양녹음실
- 분장: 함현정
- 분장: 김영미
- 의상: 임정화
- 의상: 고은희
- 관객: 2445
- 개봉관: 명화
- 개봉관: 서울역
- 현상: 세방현상소
- 효과: 이재희